# Scelotrichia lampai
Scelotrichia lampai är en nattsländeart som beskrevs av Wells och Huisman 1993. Scelotrichia lampai ingår i släktet Scelotrichia och familjen smånattsländor. Inga underarter finns listade i Catalogue of Life.